# Kanton Bagnères-de-Luchon
Kanton Bagnères-de-Luchon (francouzsky Canton de Bagnères-de-Luchon) je francouzský kanton v departementu Haute-Garonne v regionu Midi-Pyrénées. Tvoří ho 31 obcí.

## Obce kantonu
- Antignac
- Artigue
- Bagnères-de-Luchon
- Benque-Dessous-et-Dessus
- Billière
- Bourg-d'Oueil
- Castillon-de-Larboust
- Cathervielle
- Caubous
- Cazaril-Laspènes
- Cazeaux-de-Larboust
- Cier-de-Luchon
- Cirès
- Garin
- Gouaux-de-Larboust
- Gouaux-de-Luchon
- Jurvielle
- Juzet-de-Luchon
- Mayrègne
- Montauban-de-Luchon
- Moustajon
- Oô
- Portet-de-Luchon
- Poubeau
- Saccourvielle
- Saint-Aventin
- Saint-Mamet
- Saint-Paul-d'Oueil
- Salles-et-Pratviel
- Sode
- Trébons-de-Luchon